# I huvudet på en entreprenör
I huvudet på en entreprenör är ett poddradioprogram av Edit Künstlicher, med premiär den 17 juni 2020.
Podcasten fokuserar på entreprenörskap och företagsdrift, med Künstlicher som intervjuar en rad gäster varje vecka. Gästerna består huvudsakligen av företagsledare och entreprenörer som diskuterar sina erfarenheter och insikter om att bygga och driva ett företag.
Podcasten har uppmärksammats inom branschen och nominerades till "Årets podd" i Guldpodden både 2021 och 2022, samt "Årets intervjupodd" i Guldpodden 2022, men vann inte någon av nomineringarna.